# Al (ime)
Al je moško osebno ime.

## Izvor imena
Ime Al je skrajšana moška oblika ženskega osbnega imena Alja.

## Pogostost imena
Po podatkih Statističnega urada Republike Slovenije je bilo na dan 31. decembra 2007 v Sloveniji število moških oseb z imenom Al: 12.